# Frank McSherry
Frank McSherry est, en 2017, un informaticien indépendant. 
En 2004, il obtient un Ph. D. à la   Paul G. Allen School of Computer Science & Engineering de l'université de Washington, sous la supervision de Anna R. Karlin, Microsoft Professor of Computer Science and Engineering, . De 2002 à 2014, il travaille chez Microsoft Research dans le laboratoire de la Silicon Valley, sur des sujets allant de calculs sur les graphes à la confidentialité différentielle, le calcul distribué et le parallélisme de donnée, et ceci jusqu'à la fermeture du laboratoire en 2014. Durant son emploi à Microsoft, il publie de nombreux articles, notamment avec Cynthia Dwork. Il était aussi responsable du projet Naiad de Microsoft d'implémentation du traitement de flot de données différentiel. 
En 2014, Frank McSherry devient chercheur indépendant, travaillant à San Francisco. En 2015, Frank McSherry rejoint pour quelque temps le System Group de l'École polytechnique fédérale de Zurich comme  Senior Scientist, pour travailler sur la conception et l'implémentation pour les Big Data. En 2017, il reçoit le prix Gödel, avec Cynthia Dwork, Kobbi Nissim et Adam D. Smith, pour leur article fondateur sur la confidentialité différentielle. Pour la première version de ce même article, publiée en 2006 sous le titre « Calibrating Noise to Sensitivity in Private Data Analysis », ses auteurs reçoivent en 2016 le Test-of-Time Award de la Theory of Cryptography Conference (TCC)